# Magia e Mistério
Magia e mistério é o título de uma canção composta pela dupla paulista Bob & Joe. Foi gravada pela primeira vez em 1995, pela dupla Billy e Mozer. Mais tarde em 2003, a dupla João Bosco & Vinícius gravou a canção no primeiro CD intitulado Acústico no Bar, e foram regravando em álbuns posteriores. Mas o grande sucesso desta música começou em 2005, quando foi gravada por Guilherme & Santiago e lançada no álbum "10 Anos - Acústico Ao Vivo". A canção, que foi a primeira música de trabalho do álbum, estourou nas rádios e nas paradas de sucesso no país inteiro, ficando entre as músicas mais executadas do ano de 2005. É um dos grandes sucessos de Guilherme & Santiago e foi gravada novamente nos outros discos ao vivo da dupla. Está presente em quase todos os seus shows. A canção também foi gravada pela dupla César Menotti & Fabiano no álbum Palavras de Amor - Ao Vivo em 2005 (mas somente na versão do CD).

## Desempenho nas paradas

### Posições
| País   | Parada (2005)  | Melhor posição |
| ------ | -------------- | -------------- |
| Brasil | Brasil Hot 100 | 4              |